# Joachim de Surian
Pour les articles homonymes, voir Surian.
Joachim de Surian, seigneur de Bras, est un négociant et armateur marseillais né le 8 février 1697 à Marseille et mort dans la même ville le 8 juillet 1781.

## Biographie
D'une ancienne famille établie à Saint-Chamas, parent de Jean-Baptiste Surian, Joachim de Surian est le fils de Jean Surian, bourgeois de Marseille, et de Catherine Bertin. Il est baptisé le 8 février 1697 en l'église Notre-Dame-des-Accoules.
Envoyé par son père à l'âge de dix-sept ans dans le Levant pour le négoce, il se constitue une immense fortune à Constantinople, dont il est l'un des principaux représentants du commerce des Échelles. Député de la nation française à Constantinople, il y gère durant quelque temps le consulat de France et y épouse en 1727 Luce Fabre, fille de Jean-Baptiste Fabre, ambassadeur de France en Perse.

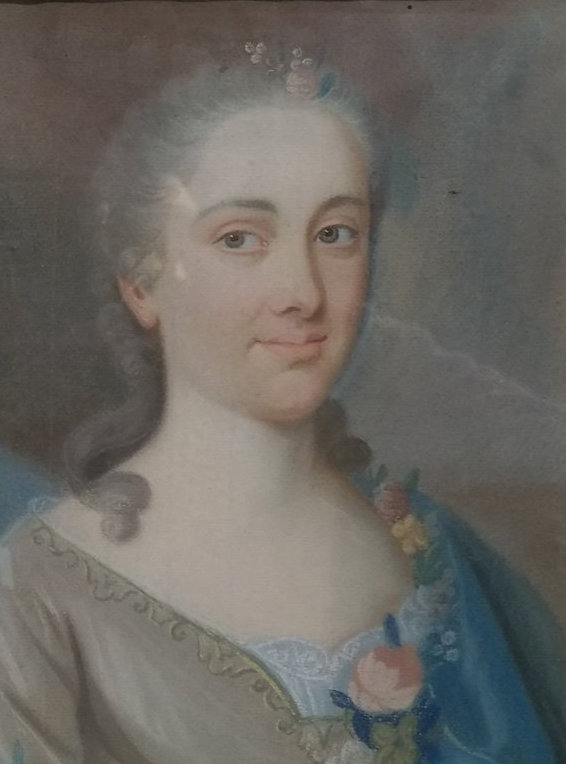
Portrait de sa seconde épouse, Jeanne Sauvaire (1710–1782).

En 1734, il épouse en secondes noces Jeanne Sauvaire, fille de Pierre Dominique Sauvaire et de Dorothée Borelly, et tante de Pierre Dominique François Xavier Sauvaire, de qui naissent dix enfants. Il est l'arrière-grand-père d'Alfred de Surian et l’ancêtre du maire Antoine de Jessé-Charleval et du commandant Gustave de Surian.
Il devient conseiller en 1733, second échevin en 1736, puis premier échevin de Marseille en 1758. Il est également député du Commerce.
Il fait don au roi de ses dix vaisseaux pour l'expédition de Mahon et organise des corps de volontaires pour contribuer à la défense des côtes menacées par les Anglais. Il permet de sauver la ville de Marseille du danger de la disette en 1777 au moyen d'approvisionnements sagement accumulés et cédés au prix de revient.
En novembre 1777, le roi Louis XVI lui accorde des lettres de noblesse, en récompense des services nombreux et signalés qu'il a rendus à son pays pendant de longues années.
Il se fait construire un vaste hôtel particulier, à l'actuel no 30 de la rue Grignan à Marseille,.
À son décès, il laisse à chacun de ses fils un million de livres et à chacune de ses six filles 137 000 livres.
L'abbé Rosne indique qu'il montre « une charité inépuisable ; sa bourse était toujours ouverte aux parents, aux amis, aux pauvres surtout ».

### Sources
- Paul Masson, Les Bouches-du-Rhône : encyclopédie départementale, Archives départementales des Bouches-du-Rhône, 1937
- Alain Blondy, Xavier Labat Saint Vincent, Malte et Marseille au XVIIIe siècle, 2014
- L. Bergasse, Gaston Rambert, Histoire du commerce de Marseille, Plon
- Arthur Fournier, La chambre de commence de Marseille et ses représentants permanents a Paris (1599-1875): étude historique et documents inédits, Barlatier, 1920
- Paul Célestin Masson, Histoire du commerce français dans le Levant au XVIIIe siècle, 1911
- Alain Salamagne (dir.), Hôtels de ville : Architecture publique à la Renaissance, Presses universitaires François-Rabelais, 2018
- Charles Carrière, Négociants marseillais au XVIIIe siècle : contribution à l'étude des économies maritimes, Volume 1, Institut historique de Provence, 1973
- Guy Chaussinand-Nogaret, Les financiers de Languedoc au XVIIIe siècle, 1970